# Al-Ahli SC Jiddah
|  | Aquest article tracta sobre el club de futbol àrab. Vegeu-ne altres significats a «Al-Ahly». |

L'Al-Ahli SC Jiddah (àrab: النادي الأهلي الرياضي السعودي, an-Nādī al-Ahlī ar-Riyāḍī as-Saʿūdī, ‘Club Nacional Esportiu Saudita’) és un club de futbol saudita de la ciutat de Jiddah. Al-Ahly significa «Nacional».
El club va ser fundat l'any 1937. Conegut com a un dels clubs amb més èxit a l'Aràbia Saudita, a nivell nacional, l'Al-Ahli ha guanyat tres edicions de la Lliga Professional Saudita i també té el rècord de 13 Copes del Rei, sis Copes del príncep hereu, un campionat de primera divisió i una Supercopa. En el futbol de clubs internacionals, ha guanyat tres GCC Champions League i un Campionat àrab de clubs. L'Al Ahli va ser el primer club saudita que va guanyar la lliga i la Copa del Rei en la mateixa temporada, i ho ha fet dues vegades: el 1978 i el 2016.
L'Al-Ahli va ser un dels quatre membres fundadors de la Saudi Pro League i mai havia baixat de la màxima categoria fins a la temporada 2021-22. Els altres tres són l'Al-Hilal, l'Al-Ittihad i l'Al-Nassr. Al-Ahli té el rècord de la ratxa invicta més llarga de la lliga amb la seva ratxa de 51 partits del 2014 al 2016.
Els partits d'Al-Ahli a casa es juguen a la Ciutat Esportiva del Rei Abdullah, també conegut com a estadi "joia brillant". L'estadi, és compartit amb el club rival Al-Ittihad, i és el segon estadi més gran de l'Aràbia Saudita, amb una capacitat total d'aproximadament 63.000 persones.

## Palmarès

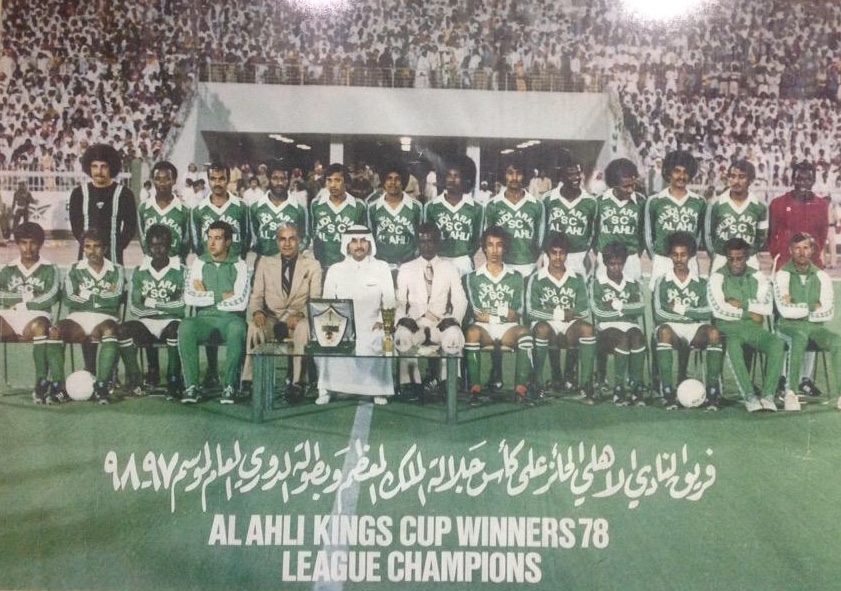
Al ahli el 1978.

- Lliga saudita de futbol:[2]

1969 (antiga lliga)
1978, 1984, 2016
- Copa del Rei saudita de futbol:[3]

1962, 1965, 1969, 1970, 1971, 1973, 1977, 1978, 1979, 1983, 2011, 2012, 2016
- Copa del Príncep de la Corona saudita de futbol:[3]

1957, 1970, 1998, 2002, 2006–07, 2014–15
- Copa Federació saudita de futbol:[3]

2001, 2002, 2007, 2012, 2013
- Supercopa saudita de futbol:[3]

2016
- Copa aràbiga de futbol:

2003
- Copa del Golf de futbol:

1985, 2002, 2008

## Ambaixador dels clubs saudites
Al-Ahli ha aconseguit 32 campionats estrangers en tots els esports, que es divideixen en la Copa de Clubs Asiàtics, la Copa Àrab de Clubs i la Copa de Clubs del Golf. Al-Ahli Club és l'únic club que ha aconseguit 4 campionats estrangers en un any.

## Jugadors destacats
- Roberto Acuña
- Ibrahim Said
- Mohamed Barakat
- Bouchaib El Moubarki
- Mamadou Diallo
- Khaled Badra
- Haykel Gmamdia
- Hassan Turki Attiya
- Malek Mouath
- Roberto Firmino
- Franck Kessié
- Riyad Mahrez